# Balogh–Esterházy-kastély
A Balogh–Esterházy-kastély (Esterházy-kúria, Billegi kastély) egy kulturális örökségvédelem alatt álló késő barokk épületegyüttes Naszály külterületén, Billegpusztán.
A település 5 műemlékének (Vízimalom, Fényespataki híd, Temetőkereszt, Esterházy-kúria (törzsszám: 2620), Friedrich Jakab sírkeresztje) egyike.
A kastélyt a tatai Esterházy-kastélyhoz hasonlóan valószínűleg Fellenthali Fellner Jakab tervezte. Az épületeket Galánthai Balogh Ferenc, az Esterházy-család régense építtette 1745-1749 között. Balogh Ferenc halálát követően 1765-től egészen az 1946-os államosításig Esterházy tulajdonban volt.
1946-ot követően a terület a Komáromi Állami Gazdaság kezelésébe került, itt volt a Gazdaság billegpusztai üzemegysége. 1986 körül a Gazdaság elköltözött a területről és a kastély elhagyatottá vált.
Az 1991-től kezdődő privatizációt követően hat tulajdonosa volt a kastélynak, de az épületegyüttes állapota tovább romlott. Az ingatlan 2006-ban került mostani tulajdonosához, majd 2008-ban megkezdődtek a felújítási munkálatok. Az azóta eltelt időszakban a kastély és melléképületeinek renoválása mellett a szintén a kastély területén található és megsemmisülés határán lévő magtárépület megmentése is megtörtént.

## Története
Billegpuszta helyén a középkorban falu helyezkedett el, amelyet a pannonhalmi főapátságnak II. Géza adományozott. Egy 1235 körüli oklevél a helyet Villa-Bylla néven említi. 1268-ban Terra Bylle megnevezéssel a helység negyede a komáromi váré.
A XIII. században több tulajdonosváltás után az akkor Bylle néven említett föld az esztergomi érsekhez kerül. 1381-ben Billeg, mely a királynő Grébics mellett fekvő birtokához tartozott, visszakerült a pannonhalmi apátság birtokába.
Zsigmond király 1425-ben elcserélte a Possessio ecclesie Strigoniensis Bylie alakban említett területet Kismocsáért az esztergomi érsekkel. A falu másik része ekkor is a pannonhalmi apátságé volt.
A 16. században török uralom alá került, Ferdinánd 1547. június 17-én kelt oklevelében Benedicti Nagh de Bijlijd-et megerősíti a nunc desertam, azaz most elhagyott település birtokában. Egy 1647-es oklevél alapján Bilik possessio már Tány Ferenc, felesége Erzsébet, és fia, Zsigmond birtoka. Hét évvel később a területet zálogba átadták a mocsai Czapó Györgynek, 80 esztendeig, „minden hozzátartozó szántóföldjeivel, rétjeivel, mezeivel, szőlő hegyeivel, vizeivel, malmaival, Barom élő földeivel” 460 forintért.
1700-ban a néhai Tány Zsigmond fiai, Imre és Ferenc szerződnek immár több bérlővel is. A 18. század elején nem ismerjük birtokosát, majd Esterházy József 1727-ben megveszi a Billeget is magába foglaló tatai domíniumot a bécsi Knapff-családtól.
A Tatát és Tóvárost körülvevő, Dunáig húzódó és Billeget is érintő hatalmas mocsaras terület hasznosítása végett Esterházy felkérte Mikoviny Sámuelt a szükséges felmérések és tervek elkészítésére. Ennek eredményeképpen Tata környékén 2000 hold új termőterületet nyertek. 1747. dec. 21-én Billegpusztát Esterházy József régensének, Balogh Ferencnek adta.

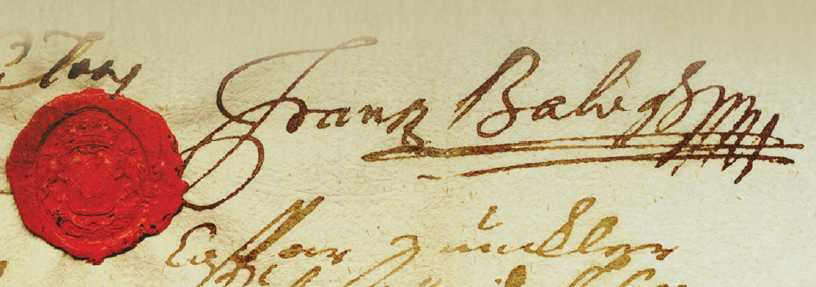
Balogh Ferenc gyűrűspecsétje és aláírása

1765-ben Balogh Ferenc halála után a birtok visszaszállt az Esterházyakra, s újból tatai domíniumhoz tartozott.
A 19. század elején az uradalom a nagyüzemi majorsági gazdálkodásra tért át, Billegpuszta önálló üzemegység volt. Fényes Elek 1841-ben így emlékezik meg Billegpusztáról: „60 kath, 8 ref.lak., kath. kápolnával, nagy majorsággal, gyönyörű rétekkel. F.U. gr. Eszterházy Miklós.” Egy 1842-es statisztika szerint Billegpusztán 16 állandó alkalmazott dolgozott.

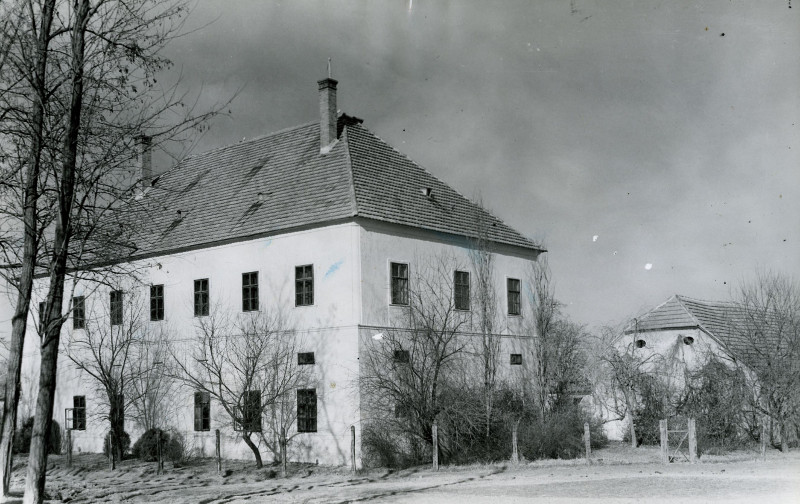
Billegpuszta az 1930-as, 1940-es években

A szabadságharc után Mayer József, az Esterházyak rhédei uradalmi tiszttartója, majd Fittler Antal és Schöberl Ferenc veszik a pusztát bérbe.
A századfordulón egy Komárom vármegyei középnemes, Csetke Béla bérli a közeli grébicspusztai szeszgyár mellett a pusztát is. Billegpuszta egészen a II. világháború utánig az Esterházyak birtokában maradt, majd 1946-ban államosították.

### Jelene
A kastély a lassan a végéhez közelítő felújítás alatt is látogatható előzetes bejelentkezés alapján. A 2018-as évtől kezdődően már különböző kül- és beltéri rendezvények megtartására is lehetőség nyílik a korhűen felújított épületegyüttesben és környezetében.

## A kastély leírása
Szabadon álló, téglalap alaprajzú, egyemeletes, kontyolt nyeregtetős épület, hozzá kerítésszakaszokkal, U alakban csatlakozó, egykorú földszintes melléképületekkel. Udvari homlokzatán kettős címer. Földszintje csehsüveg boltozatú, az emeleti terek síkmennyezetesek. A telken további egykorú melléképület (magtár) áll.

### A kastély külső területei
Létezik egy, az Esterházy-levéltárból ismert 1800 körüli térkép, amely a teljes birtokot megörökíti. Ezen jól látni: a halhoz hasonló formájú pusztát nyugaton a mocsai birtok, északon a pusztaalmási, keleten a naszályi, délen pedig a grébicsi veszi körül.
A térkép ábrázolja a különféle művelési területeket, a mocsarat, a patakokat és az épületeket is. 
Korabeli leírások említést tesznek a kastélyon kívül további épületekről, lóistállókról, kőfalakról, kertekről.
Ezekből jelenleg egy, a kastélyudvar keleti falához csatlakozó kútház., valamint a már említett magtár (granárium) található meg. A téglalap alaprajzú épülettömeget, mindkét végén kontyolt nyeregtető fedi, a hosszabb homlokzatokon egymás feletti három sarkon kis, egyenes záródású ablakok helyezkednek el.
A rövidebb homlokzaton az oromzatot is beleértve hasonló ablakok sorakoznak, két nagyobb szalagkeretes vakablakkal. A belsőben a földszinten a széles középfolyosóról kétoldalt kisebb tároló helyiségek nyílnak, majd felette három szinten a faszerkezetes fafödémek osztják fel az épület belső terét.

### A kastély belső részei

#### Az épületek homlokzatai

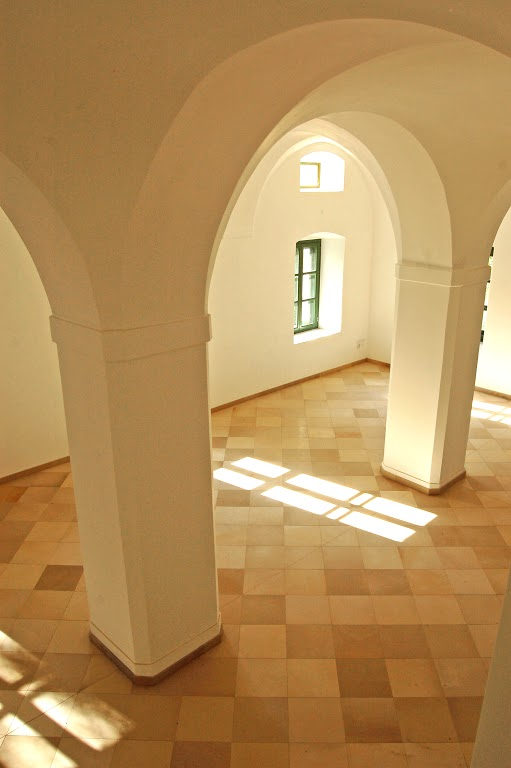
A kastély földszinti tere

Az egyemeletes, kontyolt nyeregtetővel fedett épületet lezáró egyrészes főpárkány negyedkör keresztmetszettel ugrik a homlokzat síkja elé.
A hétaxisos nyugati homlokzat földszintjén a középaxis kivételével egyenes záródású, keret nélküli ablakok nyílnak, felettük az övpárkány alatt az összes tengelyben egy-egy, csak a vakolatban jelzett szalagkeretes, alacsony, nyújtott téglalap alakú vakablakok helyezkednek el. Az emeleti hét ablakot a falsíkból kissé kiugró füles kő szalagkeret kíséri, szintén kő könyöklőpárkánnyal. Az ablakkönyöklő és övpárkány közt az összes axisban a falsíkból kissé előreugró mellvédmező húzódik. A háromaxisos északi, rövidebb homlokzat földszintjének nyílásai nem illeszkednek tengelyes rendszerbe, ezen négy egyenes záródású nyílás töri át a falat: a jobboldali ajtó és a többi ablak. Az emeleti három axis ablakainak kiképzése megegyezik a nyugati homlokzaton lévőkkel. A keleti homlokzat előtt egykor kilenc boltmezőből álló csehsüveg-boltozatos folyosó futott végig a földszinten, melynek falfelületén megmaradt lenyomatok alapján az vissza lett építve. A földszinti axisokban balról, (a déli saroktól) az első axisban széles szegmensíves záródású ajtónyílás, az ötödikben egyenes záródású bejárat van, a jobb oldali hatodikban és a hetedikben a többi homlokzat földszinti nyílásaihoz hasonló egyenes záródású ablak található. Az övpárkány alatt hat, a már ismert fekvő téglalap alakú, alacsony ablak helyezkedik el. Az emeleten egyenletes kiosztásban a többi homlokzatéhoz hasonló formájú ablak sorolódik.
A homlokzaton a bejárat felett kőből faragott, felújított címerpár helyezkedik el: az építtető Balogh Ferenc és feleségének (Bezerédy Borbála) címere.
A déli homlokzat a legszabályosabb az összes közül, a három axisban legalul egyenes záródású ablakok, felettük kis fekvő téglány alakú nyílások, majd az emeleteken a füles kőkeretezésű ablakok következnek.

#### Az épületek belső felépítése
A központi épület földszinti alaprajzi rendszere két egymás mellett futó öt pillérből álló pillérsorra szerveződik, az így kialakuló négyzet alakú boltmezőket hevederes csehsüveg boltozat fedi. A földszint déli részén két pillérrel tagolt, három-három boltmezőből álló tér helyezkedik el. A teret egykor kb. két és fél méteres magasságban fafödém osztotta meg, a felső szinten terményt tároltak. A földszint többi részén középen három pillérrel alátámasztott, nyolc boltmezőből álló tér helyezkedik el, ide nyílik a keleti homlokzaton nyíló bejárat előtere. Az előtérből kétkarú pihenővel megszakított, fa fokokból álló lépcső nyílik, illetve vállköves, lekerekített sarkú kőkeretes pincelejárat-nyílás, felette kis fekvő téglalap formájú ablakkal.
Az emeletre vezető lépcsőház boltozatát hevederek tagolják, a pihenő felett összetett formájú mélyített tükörrel, innen füles-szegmensíves kőkeretes nyíláskeret vezetett egykor a magtár fafödémére. Az orsófalat kőkeretes kis ablak töri át. Az emeletre érkező lépcsőkar egy kőkeretes nyíláson át az emeleti pihenőre vezet. A lépcsőházból nyugati oldalán egy ajtó az emeleti középső nagy terembe vezet, amelybe mindkét hosszfalon két-két, két boltmezőnyi helyiség nyílik. A lépcsőházi pihenő a keleti homlokzat mögött futó folyosó terében folytatódik, a folyosóról indul egy félkörívvel lezárt kőkeretes nyíláson keresztül az alsó lépcső felett a padlástérbe vezető, meredekebb lépcső. A folyosóról az emeleten az északi oldalon egy, a déli oldalon egy sarokhelyiség és két kisebb, ablak nélküli tér nyílik.

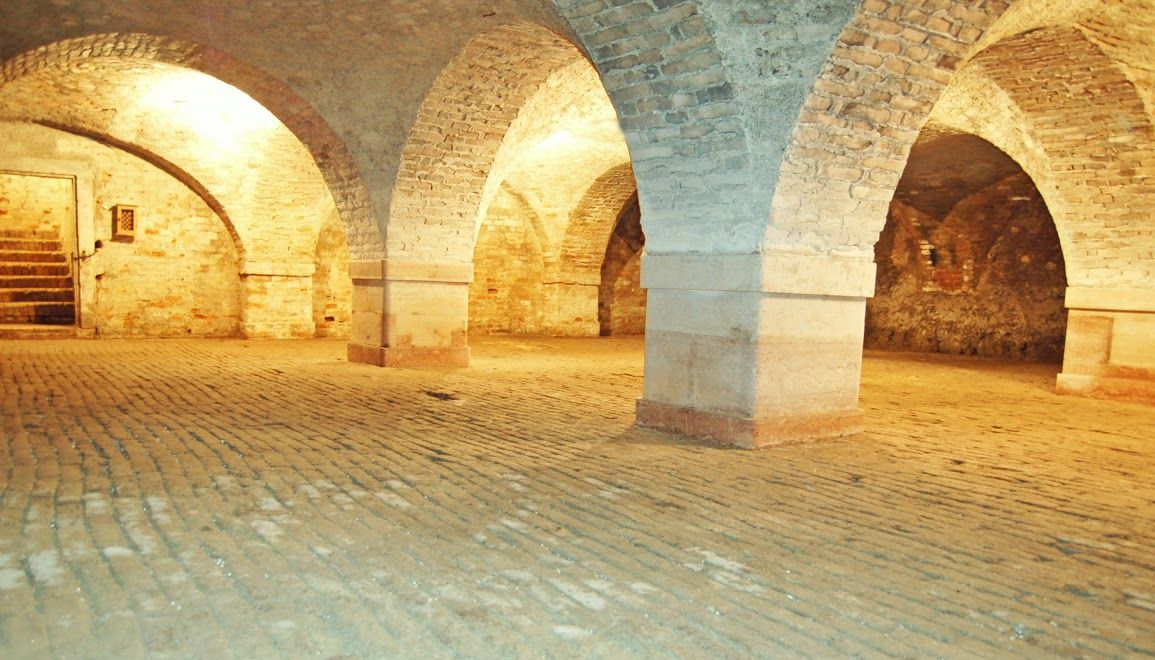
A kastély pincéje

A földszintről a pincébe levezető lépcső a négy pillérrel alátámasztott, kilenc boltmezős, négyzet alaprajzú, nyolc pinceablakkal megvilágított pincetérbe nyílik.
Az északi oldalszárnyon lévő épület keleti, rövidebb homlokzatán a földszinten a baloldali tengelyben volt nyílás jelenleg be van falazva, a jobb oldali tengelyben szegmensíves nyílás nyitja meg az épület földszinti terét. Az oromzaton egy ovális, szalagkeretes ablak nyílik. A déli homlokzat baloldali tengelyében kosáríves nyílás található, a déli homlokzat többi részén és az északi homlokzaton egyenes záródású, szabálytalan elhelyezésű (köztük kőkeretes) ablakok, illetve ajtók nyílnak. A nyugati homlokzat földszintjén két kőkeretes ablak, emeleti részén középen egy kőkeretes padlásajtó és két oldalán egy-egy ovális ablak nyílik. A szárny belsejében egykor konyha és lakószobák helyezkedtek el. A konyhát falazott boltív választja szét pitvarra és szabadkéményes konyharészre. Innen felhajtható ajtóval kisebb, csehsüveg boltozatos pince nyílik.
A déli oldalszárnyon található épület volt a kastély leginkább elpusztult része, falai részben, födém és fedélszerkezete teljesen megsemmisült. A nyugati rövid homlokzaton egy-egy egyenes záródású ajtó és kőkeretes ablaknyílás található. A belsőben egykor a nyugati oldalon valószínűleg lakószoba lehetett, a tágas keleti helyiség pedig kocsiszín volt.